# آبشار اتروپول
آبشار اتروپول (به انگلیسی: Etropole Waterfall) آبشاری است که در بلغارستان واقع شده و ارتفاع کلی ریزشگاه آن ۶۰ متر است.